# Sebastiano Bombelli
Pour les articles homonymes, voir Bombelli.
Sebastiano Bombelli, né à Udine (Frioul-Vénétie Julienne) le 15 octobre 1635, et mort à Venise le 7 mai 1719, est un peintre italien rococo du XVIIe et du début du XVIIIe siècle, principalement actif à Venise.

## Biographie
Il a fait son apprentissage dans son village natal d'Udine auprès de son père, Valentino Bombelli et de son parrain, Girolamo Lugaro. 
Certains rapportent qu'il a été élève du bolonais Guercino, il fut néanmoins formé à son école.
Il s'installe à Venise où il s'impose comme peintre quasi officiel des nobles, vêtus de leurs tenues officielles. Prenant pour modèle l'école du portrait du XVIe siècle, inspirée de la manière de Strozzi et de van Dyck, il renouvelle sensiblement le genre en accentuant la théâtralité des gestes, la variété de la palette et la richesse des vêtements. Ce style de représentation sera également utilisé au cours du prochain siècle par Alessandro Longhi.
Il a été actif auprès des cours princières de Florence, Mantoue, Parme, Munich et pour l'empereur de Vienne.
Il a visité la plupart des tribunaux d'Allemagne, où il a peint des portraits avec succès.
Les peintres Fra Galgario et Rosalba Carriera furent de ses élèves.
Le Belvédère à Vienne possède un portrait de François de Médicis réalisé par Bombelli.

## Œuvres
- Portrait de Girolamo Querini en habit de procurateur de Saint-Marc vers 1669, huile sur toile, 236 × 161 cm, Pinacoteca Querini Stampalia, Venise[2]
- Portrait de Polo Querini  de San Marco, (1675-80), huile sur toile, Pinacoteca Querini Stampalia, Venise
- Portrait de Gerolamo Querini  de San Marco, (1684), huile sur toile, 236 × 161 cm, Pinacoteca Querini Stampalia, Venise
- Portrait d'un sénateur, Huile sur toile, Pinacoteca Querini Stampalia, Venise
- Portrait d'un jeune homme, Huile sur toile, Ca' Rezzonico, Venise
- Double portrait du prince électeur Ferdinand-Marie de Bavière et Henriette-Adélaïde, Schloß Nymphenburg à Munich, Bayer Staatsgemäldesammlungen.
- Venise agenouillée en face de la Vierge, Palazzo Ducale, Venise.
- Le Saint Esprit au-dessus de deux marchands, Palazzo Ducale, Venise.
- Portrait de Francesco de Medici, Le Belvédère,Vienne.
- Portrait d'un homme coiffé d'une calotte noire (dit d'un docteur en théologie ou en médecine).
- Portrait d'un gentilhomme au manteau, (1665), musées Civiques, Udine.
- Portrait de Benedetto Mangilli, (1665), collection Morelli de Rossi, Udine.
- Trois Autoportraits, (1675), (1686), Musées Civiques, Udine, (1685), Uffizi, Florence.
- Trois Avogadri, Séminaire de Rovigo.